# Влагалищная часть шейки матки
Влагалищная часть шейки матки (также вагинальная часть шейки матки) — внешняя часть матки, которая полусферой вдаётся в заднюю часть влагалища, образуя в местах стыка с его стенками так называемые влагалищные своды. Поверхность влагалищной части шейки матки покрывает многослойный плоский эпителий розового цвета. В центре его округлой поверхности имеется так называемый наружный зев шейки матки, куда из удлинённого заднего свода, выполняющего роль резервуара для семенной жидкости, проникают сперматозоиды после разжижения спермы. В процессе родов вагинальная часть шейки, равно как и сама шейка матки, растягивается до 10 см. У некоторых млекопитающих (например, у свиней) шейка матки отсутствует, а значит нет и влагалищной его части. При медицинских обследованиях влагалищную часть шейки матки можно осмотреть при помощи зеркала. Такая необходимость возникает в тех случаях когда ставится диагноз дисплазия шейки матки.